# Elvyra Janina Kunevičienė
Elvyra Janina Kunevičienė (* 9. Dezember 1939 in Kazokuose, Rajongemeinde Panevėžys) ist eine litauische Politikerin. Sie war Mitglied des Seimas und Finanzministerin Litauens.

## Leben
1948 wurde sie mit ihren Eltern nach Sibirien vertrieben. 1956 absolvierte sie die Schule Kitschibasch und 1963 Finanztechnikum Krasnojarsk sowie 1967 Finanzinstitut Leningrad. 1975 promovierte sie an der Vilniaus universitetas und lehrte von 1975 bis 1991 am Institut für Weiterbildung von Wirtschaftsfachleuten. Von 1991 bis 1992 war sie Finanzministerin, von 1992 bis 1996 und von 1996 bis 2000 Mitglied des Seimas.